# Adrijan od Orléansa
Adrijan (fra. Adrien d'Orléans; umro prije 10. studenog 821.) bio je franački plemić, najvjerojatnije šogor cara Karla Velikog. Adrijana se povezuje s Orléansom te se smatra da je bio grof tog mjesta.
Prema jednoj teoriji, Adrijan je bio sin grofa Gerolda od Vinzgaua (? — 795.) i njegove supruge, gospe Eme Alemanske te tako brat kraljice Hildegarde, supruge cara Karla.
Njegova je supruga bila Waldrada te je moguće da je njihov sin bio grof Odo I. (Eudes d'Orléans), otac kraljice Ermentrude od Zapadne Franačke. Također, moguće je da je Adrijan bio otac gospe Waldrade od Wormsa.